# I Have a Dream
I Have a Dream (în traducere, „Am un vis”) este titlul unui discurs public de 17 minute al lui Martin Luther King, Jr. ținut la 28 august 1963, în care a cerut egalitate rasială și încetarea discriminării. Discursul, ținut pe treptele Monumentului Lincoln în timpul Marșului asupra Washingtonului pentru Libertate și Locuri de Muncă, a fost un moment definitoriu al Mișcarea pentru Drepturile Civile ale Afroamericanilor.

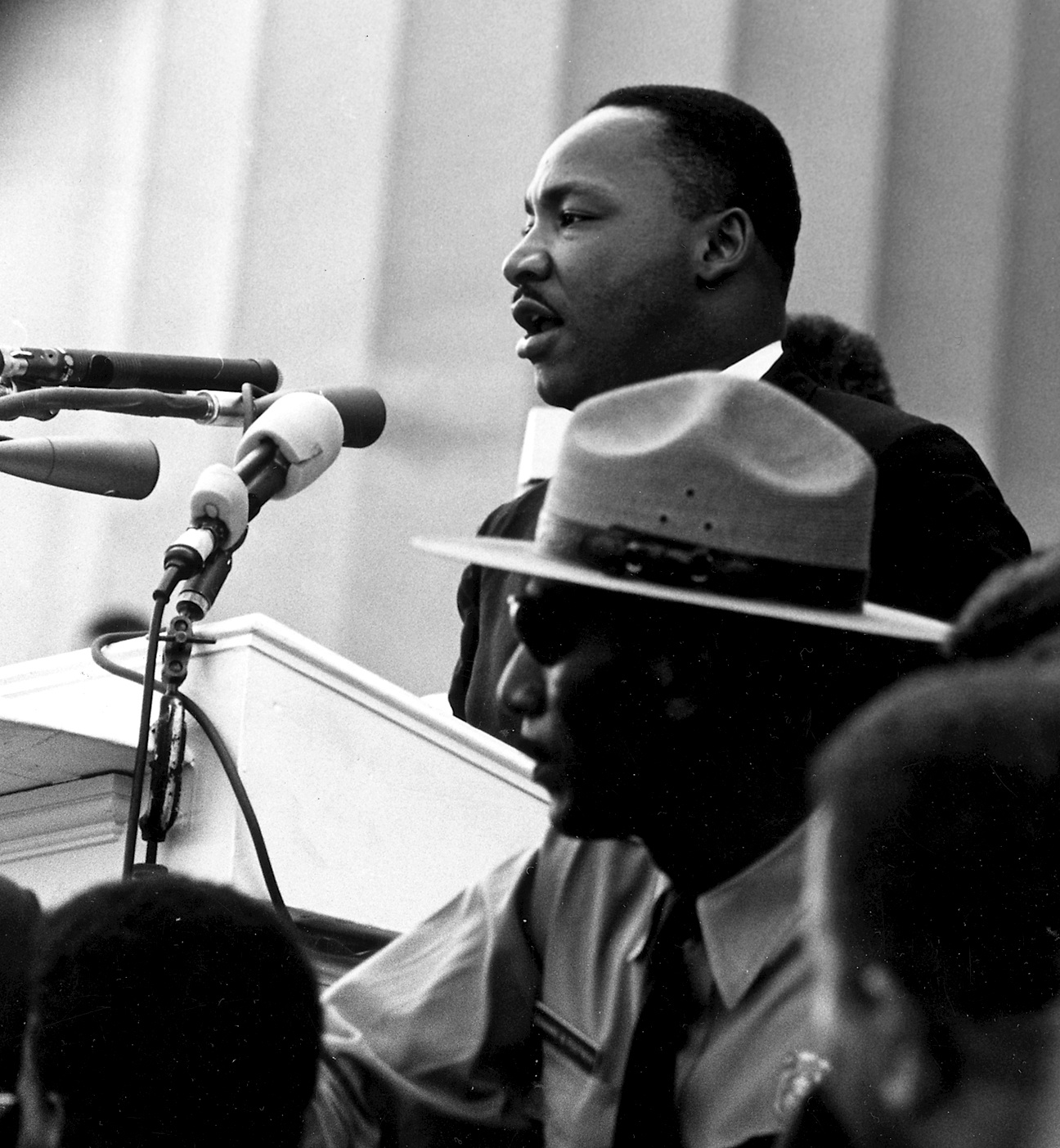
Martin Luther King, Jr. ținând discursul I Have a Dream la Marșul pentru Drepturi Civile din 1963 de la Washington, DC.

Ținut în fața a 200.000 de susținători ai drepturilor civile, a fost considerat cea mai importantă cuvântare a secolului al XX-lea într-un sondaj efectuat în 1999 în rândurile specialiștilor în oratorie. Membrul Camerei Reprezentanților, John Lewis, care a vorbit și el atunci în calitate de președinte al Comisiei de Coordonare Studențești a Protestelor Pașnice (Student Non-Violent Coordinating Committee), „dr. King [...] a educat, a inspirat, a informat nu doar pe cei prezenți, ci oamenii din întrega Americă și generațiile încă nenăscute.”
La sfârșitul discursului, King s-a îndepărtat de textul pregătit inițial pentru o perorație parțial improvizată pe tema lui „Am un vis”, posibil în urma strigătului Mahaliei Jackson: „Zi-le despre vis, Martin!” El ținuse o cuvântare ce conținea câteva secțiuni similare la Detroit în iunie 1963, când a participat la un marș pe Woodward Avenue împreună cu Walter Reuther și cu părintele C. L. Franklin, și repetase și alte fragmente.

## Stil

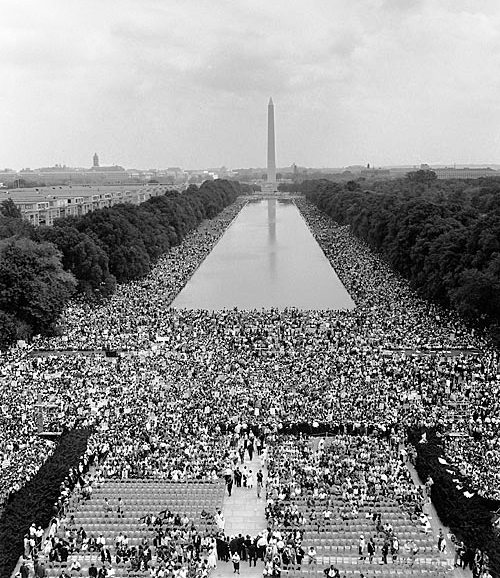
Vedere de la Monumentul Lincoln către Monumentul Washington la 28 august 1963

Considerat a fi o capodoperă de oratorie, discursul lui Martin Luther King se aseamănă ca stil unei predici baptiste (King chiar era preot baptist). El face apel la surse emblematice și respectate, cum ar fi Biblia și invocă Declarația de Independență a Statelor Unite, Proclamația de emancipare, și Constituția Statelor Unite. La începutul cuvântării, King face o aluzie la discursul de la Gettysburg al lui Abraham Lincoln, spunând „acum o sută de ani” („Five score years ago...”). Un exemplu de aluzie la Biblie este cea la Psalmi 30:5 în al doilea paragraf al discursului. El face referire la abolirea sclaviei articulată în Proclamația de emancipare, „A venit ca veselia dimineața să pună capăt lungi nopți a robiei lor”. O altă aluzie biblică se găsește în al zecelea paragaraf al lui King: „Nu, nu, nu suntem mulțumiți, și nu vom fi mulțumiți până când dreptatea nu va curge ca o apă curgătoare și neprihănirea ca un izvor nesecat”, aluzie la Amos 5:24. King citează și din Isaiah 40:4-5— „am un vis că orice vale va fi înălțată...” Mai mult, King face referire la primele versuri din piesa lui Shakespeare „Richard al III-lea” remarcând, „această vară chinuitoare a legitimei nemulțumiri a negrilor nu va trece până când nu va veni o toamnă înviorată...”
Anafora, repetiția unor cuvinte la începutul propozițiilor, este un procedeu retoric utilizat în toată cuvântarea, ca de exemplu atunci când King cere publicului să profite de ocazie: „Acum este timpul...” se repetă de patru ori în paragraful al șaselea. Cel mai frecvent citat exemplu de anaforă este în celebra frază „am un vis...”, repetată de opt ori în timp ce King pictează auditoriului un tablou al unei Americi integrate și unite.